# Vandammella
Vandammella es un género de bacterias gramnegativas de la familia Comamonadaceae. Actualmente sólo contiene una especie: Vandammella animalimorsus. Fue descrito en el año 2022. Su etimología hace referencia al microbiólogo Peter Vandamme. El nombre de la especie hace referencia a mordedura de animal. Es aerobia, no fermentadora, inmóvil y con forma de cocobacilo o bacilo corto. Forma colonias blanquecinas o amarillentas en agar sangre. No crece en agar MacConkey. Catalasa positiva y oxidasa negativa. Se ha aislado de heridas humanas, algunas de ellas causadas por mordeduras de animales. También se ha detectado en la microbiota oral de gatos y perros. 